# Froneri Ice Cream Deutschland
Froneri Ice Cream Deutschland GmbH, ehemals Roncadin GmbH und R&R Ice Cream Deutschland GmbH, ist ein deutscher Eiscreme-Hersteller und Tochterunternehmen der international tätigen Froneri-Gruppe.
Das Unternehmen produziert sowohl klassische als auch außergewöhnliche Speiseeisformen und Rezepturen. Neben Handelsmarken gehören eigene und Lizenzmarken zum  Produktsortiment, zum Beispiel das Landliebe-Eis für FrieslandCampina Germany.

## Geschichte
Regina Roncadin, eine Italienerin, eröffnete 1932 ihre erste Eisdiele in Osnabrück. Ihr Neffe Edoardo Roncadin übernahm das Eisgeschäft 1964 und eröffnete im selben Jahr eine weitere Filiale in Münster. Im Jahr 1970 gründete er eine Kette von Eisdielen in Deutschland. Um die Nachfrage nach Eis zu befriedigen, entstand 1982 eine Produktionsstätte in Osnabrück.
1997 folgte in Frankreich die Übernahme von Girki und die anschließende Gründung von Roncadin SA. Im Jahr 2000 übernahm Roncadin die Dr. Oetker-Eiskremsparte und vollzog damit den Eintritt ins deutsche Markenartikelgeschäft. Im Jahr 2004 übernahm Roncadin Zielona Budka in Polen.
2005 wurde Roncadin von dem US-amerikanischen Investmentfonds Oaktree Capital Management übernommen. Im Jahr 2006 übernahm Roncadin die Eiskremdivision der Nordmilch eG. Im gleichen Jahr übernahm Oaktree Capital den britischen Eiscremehersteller Richmond Foods. 2007 wurden die beiden Schwesterfirmen Roncadin und Richmond Foods zusammengeführt und trugen den gemeinsamen Namen R&R Ice Cream, die Roncadin GmbH aus Osnabrück firmierte zur R&R Ice Cream Deutschland GmbH um.
Im Frühjahr 2013 verkaufte Oaktree die R&R Ice Cream-Gruppe an den französischen Private-Equity-Fonds PAI partners.
Im Oktober 2016 fusionierte R&R Ice Cream mit der Eiscremesparte von Nestlé (u. a. Schöller) zum neuen Gemeinschaftsunternehmen Froneri Ltd., im Zuge dessen firmierte die Osnabrücker Gesellschaft 2017 zur Froneri Ice Cream Deutschland GmbH um.
In dem Osnabrücker Werk von Froneri steckten sich in der Woche ab dem 7. Februar 2021 mehrere Mitarbeiter mit dem Covid-19-Virus an. Daraufhin hatte Froneri die Produktion gestoppt, ein Testzentrum eingerichtet und am 13. Februar das Werk desinfizieren lassen. Von den 670 Mitarbeitern, die seit dem 25. Januar Zugang zum Werk hatten, wurde bisher (Stand 17. Februar) bei 210 das Virus nachgewiesen, bei einzelnen die britische Mutation B.1.1.7. Rund 400 Mitarbeiter hatten ein negatives Testergebnis. Das Eiswerk wurde bis mindestens zum 26. Februar 2021 geschlossen. Mehr als 1000 Menschen, darunter die gesamte Belegschaft und Geschäftsführung, mussten in Quarantäne. Wie die Infektionsketten in dem Werk verliefen, war unklar.